# Ancora (album Eduardo De Crescenzo)
Ancora è il primo LP di Eduardo De Crescenzo, pubblicato nel 1981 a seguito della partecipazione dell'artista al Festival di Sanremo con il brano Ancora.

## Il disco
La copertina dell'album raffigura il cantante chinato mentre accarezza un cane; la fotografia è in bianco e nero.
Tutte le canzoni sono in coedizione Jubal/Easy Records Italiana (quest'ultima, di proprietà del maestro Claudio Mattone, è anche la società produttrice dell'album).
Registrato negli studi "Quattro 1" di Roma con mixer automatico MCI-JH 542, il tecnico del suono è Luciano Torani, mentre il master è stato curato da Pietro Mannucci.
La canzone Ancora è usata come sigla del programma televisivo Sottovoce, che va in onda su Rai 1 con la conduzione di Gigi Marzullo.

## Tracce
1. Al piano bar di Susy – 4:30 (testo: Franco Migliacci – musica: Claudio Mattone)
2. Quando l'amore se ne va – 3:59 (testo: Franco Migliacci – musica: Claudio Mattone)
3. Alle sei di sera – 3:15 (testo: Franco Migliacci – musica: Claudio Mattone)
4. Uomini semplici – 3:36 (testo: Franco Migliacci – musica: Claudio Mattone)
5. Doppia vita – 3:24 (testo: Franco Migliacci – musica: Claudio Mattone)
6. Ancora – 3:27 (testo: Franco Migliacci – musica: Claudio Mattone)
7. Il treno – 3:35 (testo: Franco Migliacci – musica: Claudio Mattone)
8. Chitarra mia – 4:12 (testo: Claudio Mattone e Franco Migliacci – musica: Claudio Mattone)
9. Padre – 4:07 (testo: Franco Migliacci – musica: Claudio Mattone e Piero Pintucci)
10. Uomini semplici ([1]) – 1:20 (testo: Franco Migliacci – musica: Claudio Mattone)

## Formazione
- Eduardo De Crescenzo – voce
- Vincenzo Restuccia – batteria
- Mario Maggi – tastiera, programmazione
- Giovanni Civitenga – basso
- Luciano Ciccaglioni – chitarra acustica, chitarra classica, chitarra elettrica
- Rosario Jermano – percussioni
- Claudio Mattone – tastiera, pianoforte, Fender Rhodes
- Luciano Torani – tastiera, programmazione